# Dicornua hikosanensis
Dicornua hikosanensis är en spindelart som beskrevs av Ryoji Oi 1960. Dicornua hikosanensis ingår i släktet Dicornua och familjen täckvävarspindlar. Inga underarter finns listade i Catalogue of Life.